# Рівненський державний гуманітарний університет
Рівненський державний гуманітарний університет (РДГУ; англ. Rivne State University of the Humanities) — заклад вищої освіти ІІІ-IV рівня міста Рівне.  

## Історія
- 1940 — відкривається Учительський інститут.
- 1953 — перейменований у Педагогічний інститут.
- 1998 — на базі Рівненського державного педагогічного інституту, Рівненського державного інституту культури, Дубенського та Сарненського педагогічних коледжів, а також Рівненського музичного училища та Дубенського училища культури створюється РДГУ

## Структура
Університет складається із Інституту мистецтв й Інституту психології та педагогіки, 11 факультетів та 50 кафедр. Також наявні 5 навчальних корпусів та 7 гуртожитків.
- Факультет документальних комунікацій і менеджменту
- Факультет іноземної філології
- Факультет української філології
- Історико-соціологічний факультет
- Факультет математики та інформатики
- Фізико-технологічний факультет
- Інститут психології та педагогіки

- Психолого-природничий факультет
- Педагогічний факультет

- Інститут мистецтв

- Музично-педагогічний факультет
- Художньо-педагогічний факультет
- Факультет музичного мистецтва

- Дубенський коледж
- Сарненський педагогічний коледж
- Рівненське музичне училище
- Дубенський коледж культури і мистецтв РДГУ
- Заочне відділення
- Факультет довузівської підготовки і післядипломної

## Відомі випускники
Вчені-педагоги, доктори наук
- Анатолій Іванович Кавалеров
- Ніна Антонівна Кавалерова
- Ігор Демидович Пасічник
- Сойчук Руслана Леонідівна
- Каленик Федорович Шульжук
- Борис Сергійович Колупаєв[8]

Професори
- І. Пасічник
- Андрій Ярославович Бомба — професор, доктор технічних наук, кандидат фізико-математичних наук
- А. Воробйов
- М. П. Корейчук
- В. Тищук
- Т. Дем'янюк
- Р. Павелків
- А. Бордюк
- В. Гайбонюк
- А. Сяський
- А. Литвинчук
- В. Виткалов
- С. Шевчук
- М. Янцур
- І. В. Малафіїк
- Р. Тхорук

## Співробітники університету, які мають державні, галузеві, спортивні звання та державні, відомчі, громадські нагороди
- Богуш Алла Михайлівна — доктор педагогічних наук, професор. академік НАПНУ
- Постоловський Руслан Михайлович — Заслужений діяч науки і техніки України, орден «За заслуги» III ступеня;
- Богатирчук-Кривко Світлана Кирилівна — Заслужений працівник народної освіти України, Почесна грамота Верховної Ради України;
- Павелків Роман Володимирович — Заслужений працівник освіти України, орден «За заслуги» III ступеня;
- Пасічник Ігор Демидович — Заслужений працівник освіти України;
- Колупаєв Борис Сергійович — Заслужений працівник народної освіти України;
- Марцинковський Віталій — Заслужений працівник освіти України;
- Сойчук Руслана Леонідівна — Грамота Верховної Ради України.

Члени Національної спілки письменників України
- Микола Береза
- Юрій Береза
- Борис Боровець
- Петро Велесик
- Петро Красюк
- Наталія Левчун
- Василь Лящук
- Сергій Мельничук
- Любов Пшенична
- Микола Пшеничний
- Сергій Синюк
- Ростислав Солоневський
- Микола Тимчак
- Євген Цимбалюк
- Євген Шморгун

Діячі мистецтва
- Василь Зінкевич, народний артист України
- Зіновій Крет, народний артист України
- Ольга Чубарева, (Lady Opera), солістка Національної філармонії України, народна артистка України
- Микола Гнатюк, народний артист України
- Михайло Каганов, заслужений діяч мистецтв УРСР.
- Микола Карпович, народний артист України
- Емма Зайцева, театральний художник.
- Сергій Барвік-Карпатський, заслужений артист України.
- Наталія Свобода, солістка Львівської опери, заслужена артистка України
- Ольга Пасічник, солістка Варшавської опери
- Зоя Коробова, українська радіожурналістка, мистецтвознавець, скрипаль

Краєзнавці
- Гурій Бухало
- Іван Пащук.
- Василь Попенко
- Надія Ярмолюк
- Володимир Ящук

Студенти
- Храпаченко Олександр Володимирович, Герой Небесної Сотні, Герой України.
- Циганчук Ксенія Анатоліївна, українська письменниця, лауреатка Міжнародного літературного конкурсу «Коронація слова» (2016).
- Сергій Ярунський, український композитор, член Національної Спілки композиторів України.

## Рейтинги
- 2011 рік: в рейтингу вишів від ЮНЕСКО «Топ-200 Україна» — відсутній[9].
- 2012 рік: в рейтингу «Компас-2012» — 5 балів із 100 зайнявши 10-те місце з 10 можливих[10].
- 2012 рік: в рейтингу «Топ-200 Україна» — 196 місце[11].
- 2018/2019 рік: в рейтингу «Топ-200 Україна» — 177 місце[12].

## Галерея

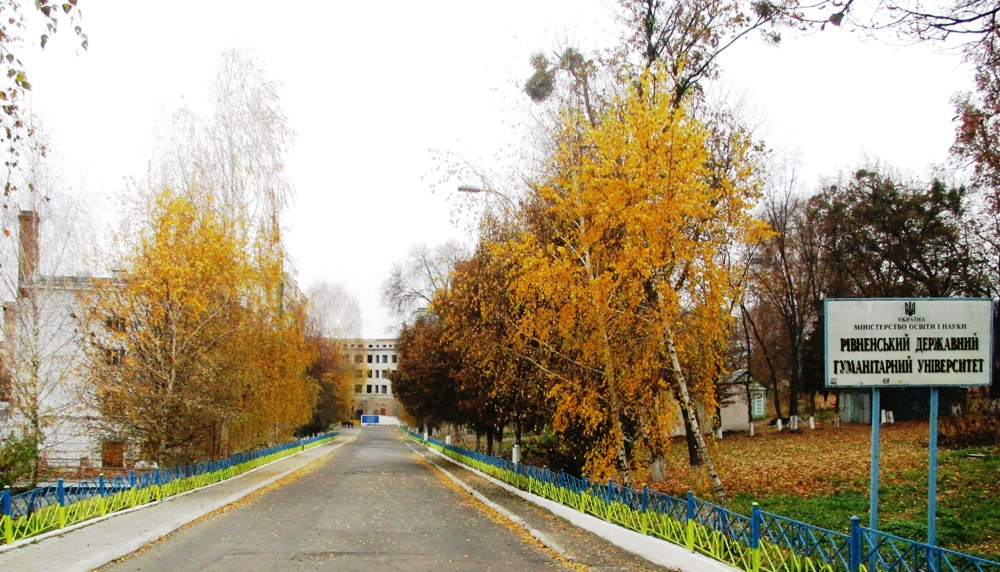
Дорога до головного корпусу
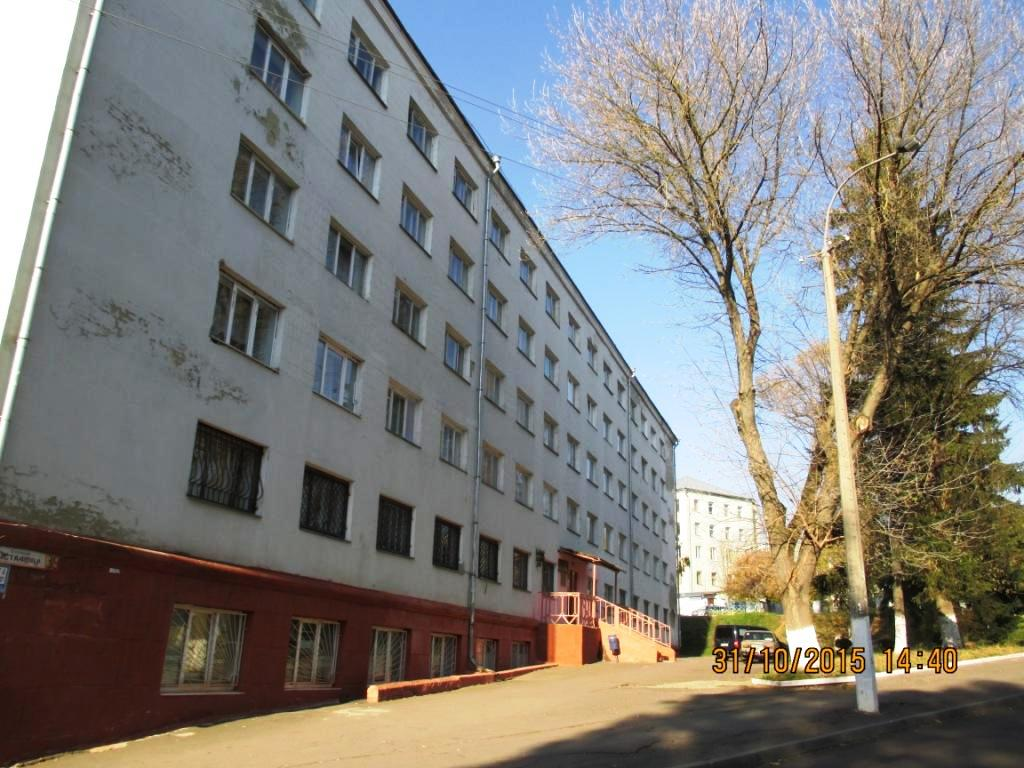
Студентський гуртожиток №4
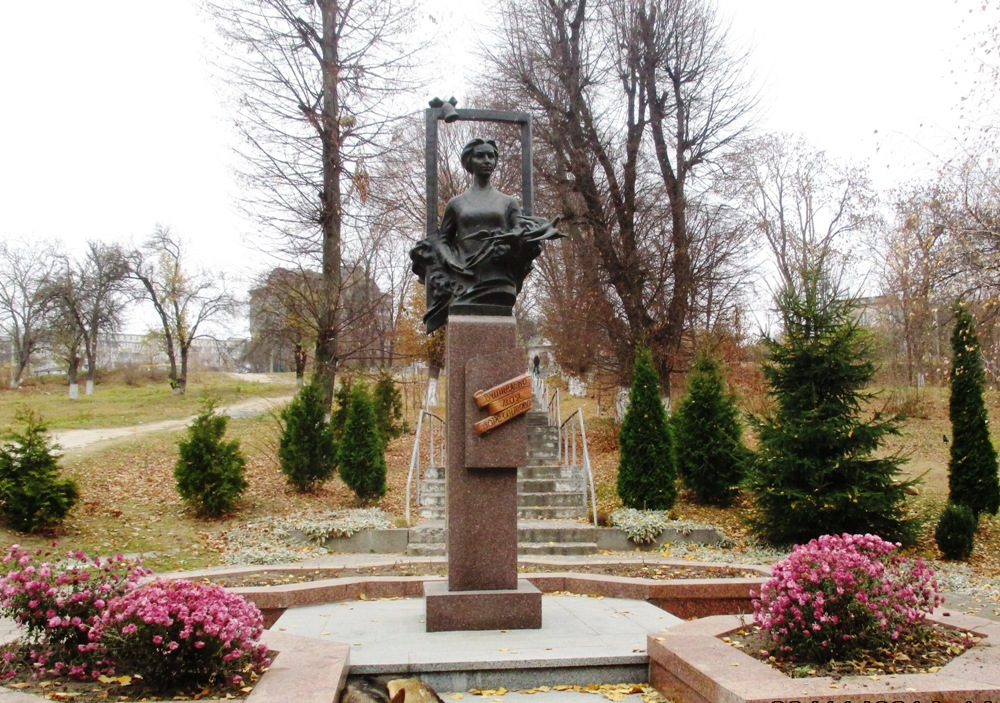
Пам'ятник Першій Вчительці, біля головного корпусу
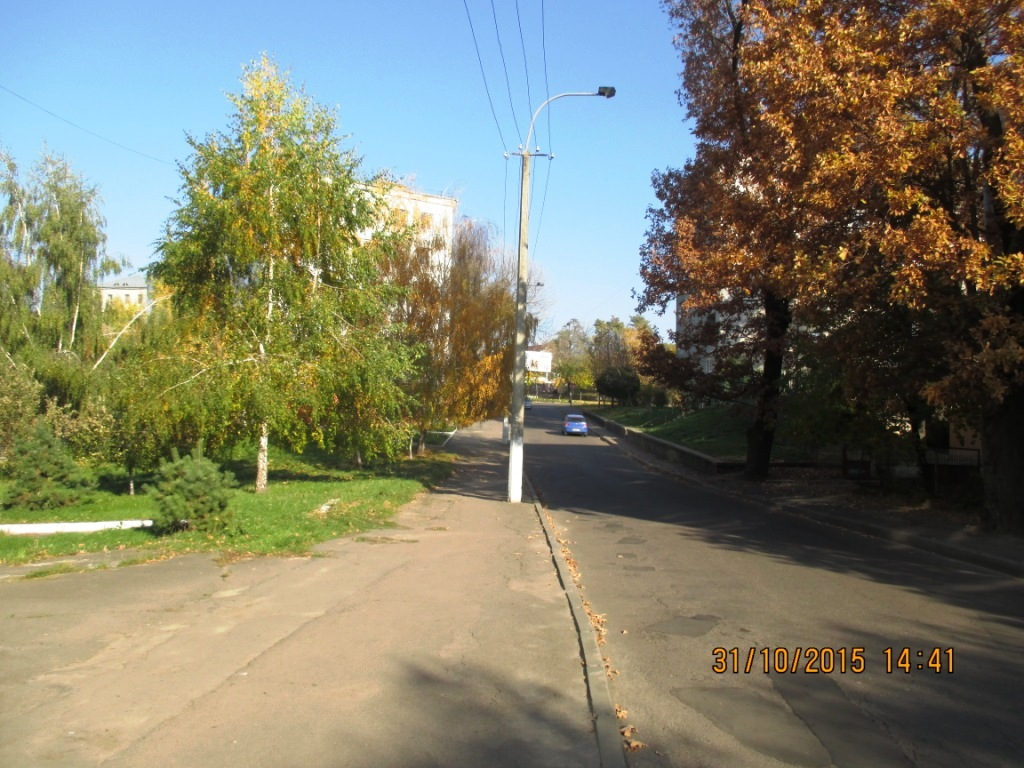
вул. Пластова (колишня Остафова)